# Dicranomyia (Pseudoglochina) dimelania
Dicranomyia (Pseudoglochina) dimelania is een tweevleugelige uit de familie steltmuggen (Limoniidae). De soort komt voor in het Oriëntaals gebied.